# James Pallotta
James Joseph Pallotta, Jr. (Stoneham, 13 marzo 1958) è un imprenditore e dirigente sportivo statunitense.

## Biografia
James Pallotta Jr. è nato nel 1958. Figlio di James Pallotta, nato a Teramo da padre originario di Poggio Nativo e di Angela Maria Di Giacomo originaria di Canosa di Puglia,  è cresciuto insieme alle sorelle Carla e Christine, proprietarie di un ristorante, in un appartamento a North End, Boston.
Dopo il liceo, Pallotta ha frequentato la University of Massachusetts Amherst. Nel 1981 ottiene un Master in Business Administration alla Northeastern University ed è assunto come junior analyst all'Essex Investment Management. Il talento negli affari lo porta a diventare manager di Tudor Investments, con sede a New York, di proprietà del miliardario Paul Tudor Jones. Nel 1993 Pallotta apre gli uffici di Tudor Investments a Boston; da quel momento, incrementa mediamente il valore del fondo da lui gestito del 20% ogni anno.
Dagli uffici di Rowes Wharf, Pallotta ha diretto l'hedge fund Raptor Fund, il quale è stato un azionista di maggioranza dell'AS Roma fino alla cessione avvenuta nel 2020. Lo stesso fondo è misurabile in un patrimonio netto di circa 10 miliardi di $. A parte la sua reputazione negli affari, Pallotta è conosciuto anche per i suoi impegni benefici. È un benefattore dell'Ospedale Pediatrico di Boston e dona regolarmente a diverse altre iniziative a favore delle arti e ad associazioni benefiche varie.

### Boston Celtics
Fin da piccolo appassionato di pallacanestro nonché tifoso dei Celtics di Red Auerbach, i suoi idoli erano John Havlicek e Bill Russell. Nel 2002 ha acquisito qualche azione della franchigia bostoniana Boston Basketball Partners, società proprietaria dei Boston Celtics, che aveva come obiettivo il rilancio della squadra. Nel 2008 ha vinto l'anello, conquistando, da proprietario di minoranza, il titolo NBA, con il successo in finale sui Los Angeles Lakers.

### Roma
Dopo l'avviamento del processo di vendita della Roma, James J. Pallotta, insieme ad altri tre imprenditori statunitensi, Thomas DiBenedetto, Michael Ruane e Richard D'Amore, decide di presentare un'offerta per l'acquisizione della squadra giallorossa. Il manager italo-americano si era interessato al team già a seguito del fallimento della trattativa con George Soros. Il 15 febbraio 2011 Unicredit avvia la trattativa in esclusiva con la cordata statunitense.
In precedenza Paolo Fiorentino e Piergiorgio Peluso, esponenti di primo piano dell'istituto di credito, si erano recati negli Stati Uniti a prendere visione del piano elaborato dal consorzio americano. Il 16 aprile 2011, in seguito alla firma dei contratti avvenuta a Boston, la DiBenedetto A.S. Roma LLC diventa il nuovo azionista di maggioranza della Roma. L'accordo prevede che la cordata statunitense acquisisca il 60% del pacchetto di maggioranza del club capitolino, lasciando il restante 40% nelle mani di Unicredit, la quale si riserva il diritto di cederlo ad imprenditori italiani entro il primo trimestre del 2012. Il 27 ottobre 2011 entra a far parte ufficialmente del consiglio di amministrazione della Roma e del comitato esecutivo della stessa. Il 27 agosto 2012 è stato nominato nuovo presidente della Roma prendendo il posto di Thomas DiBenedetto, diventando il 23° nella storia del club. L'11 agosto 2014 ottiene il controllo totale della Roma, acquistando il restante 31% delle azioni detenute da UniCredit per un corrispettivo pari a € 33,5 milioni.
Nella notte tra il 5 e il 6 agosto 2020 firma il contratto preliminare per la cessione della società a Dan Friedkin. Negli anni non sono mancate critiche nei suoi confronti per via del fatto che sotto la sua gestione la società non ha vinto nessun titolo, per la gestione degli addii di due bandiere della Roma come Francesco Totti e Daniele De Rossi e le vendite di diversi giocatori importanti per la squadra. La cessione diventa ufficiale il 17 agosto 2020.